# 凤凰光学
凤凰光学集团有限公司是一家以生产镜头、顯微鏡为主的公司，销售和技术开发中心位于中国上海市，生产制造总部位于江西省上饶市西郊，在上海、广东、江西建立了三大生产基地。前身为江西光学仪器总厂（简称江光、江光总厂）。
近年来，凤凰光学主要生产数码相机、手机、扫描仪、复印机、监视器材的镜片镜头等，以中小球面镜片加工为主，月产量可达300万片。现任董事长任捷。

## 历史
1965年，根据三线建设的战略部署，中央调集上海照相机二厂、上海电影机械厂、南京江南光学仪器厂、南京测绘仪器厂、南京模具厂等单位的相关人才和设备在江西德兴大茅山区组建了一个综合性的光学仪器厂，即“江西光学仪器总厂”。1970年建成投产。205型相机生产之初仍沿用上海照相机二厂的“海鸥”商标。1981年7月申请注册“凤凰”商标，1983年5月10日获得批准。
1988年江光总厂从德兴搬迁到了上饶市。1997年5月，“凤凰光学”（上交所：600071）股票在上海证券交易所上市，被誉为“中国光学行业第一股”。这一年，销售总公司迁至上海，外贸总部则迁至深圳。1998年开发中心迁至上海。
该公司至今只生产35mm画幅的相机。
2003年开始在上饶县旭日工业园区内新建凤凰光学城区，面积约465亩。
2004年，日本富士能和凤凰合资组建江西凤凰富士能有限公司。